# Laura Azcurra
Vous pouvez aider à l'améliorer ou bien discuter des problèmes sur sa page de discussion.
- Il ne cite pas suffisamment ses sources. Vous pouvez indiquer les passages à sourcer avec {{référence nécessaire}} ou {{Référence souhaitée}}, et inclure les références utiles en les liant aux notes de bas de page. (Marqué depuis avril 2024)
- Certaines informations devraient être mieux reliées aux sources mentionnées dans la bibliographie ou les liens externes. Améliorez sa vérifiabilité en les associant par des références. (Marqué depuis avril 2024)

- Archive Wikiwix
- Bing
- Cairn
- DuckDuckGo
- E. Universalis
- Gallica
- Google
- G. Books
- G. News
- G. Scholar
- Persée
- Qwant
- (zh) Baidu
- (ru) Yandex
- (wd) trouver des œuvres sur Wikidata

Laura Azcurra est une actrice de télévision et de cinéma argentine née le 19 février 1981 à Buenos Aires.

## Biographie
Elle a passé son enfance entourée de parents qui travaillent dans le monde du spectacle et grâce à ça, Laura a étudié le théâtre. Son père est directeur de théâtre, sa mère maquilleuse, et sa sœur aînée est danseuse. Elle fait ses débuts au grand écran à 14 ans dans le film Despabilate, amor et à la télévision à 15 ans. Elle a étudié aux théâtres Falconi, Lira et Gallardou.

## Filmographie
Cinéma
- Despabilate amor (1995)
- Tesoro Mío (1999)
- Tesoro Mío (1999)
- Pescado Crudo (2000)
- Vacaciones en la Tierra (2001)
- Mi Suegra es un Zombie (2001)
- Filmatron (2007)
- Motivos para no enamorarse (2008)
- Solos en la ciudad (2009)
- Poursuit tes reves  (2019)

Télévision
- 1996 	Verdad Consecuencia 		Canal 13 / Pol-ka
- 1997 	RRDT 	Georgina Rojas 	Canal 13 / Pol-ka
- 1999 	Campeones de la vida 	Camila Grande 	Canal 13 / Pol-ka
- 2002 	Son amores 	Candela Carmona 	Canal 13 / Pol-ka
- 2003 	Soy gitano 	María Calleja 	Canal 13 / Pol-ka
- 2004 	Los pensionados 	Felicitas 	Canal 13 / Pol-ka
- 2004   Floricienta 	Amelia de Fritezenwalden 	Canal 13 / Cris Morena Group
- 2005 	Paraíso rock 	Carmela Brea 	Canal 9
- 2007 	Hechizada 	Tweety 	Telefé / Sony Entertainment Television
- 2008 	Mujeres asesinas 	Nancy 	Canal 13 / Pol-ka
- 2008 	Lalola 	Bruja 2 	América / Underground
- 2009 	Enseñame a vivir 	Marcela Correale 	Canal 13 / Pol-ka
- 2010 	Jake & Blake 	Participación especial 	Disney Channel / Cris Morena Group
- 2010 	Ciega a citas 	Julieta 	TV Pública / Rosstoc
- 2011 	Decisiones de vida
- 2006 	Ciudades y copas 	Conductora 	Travel & Living
- 2010/2011 	Pura Química 	Co-conductora 	ESPN+